# Том Арден
Том Арден (англ. Tom Arden), настоящее имя — Дэвид Рейн (англ. David Rain; 1961 — 15 декабря 2015) — австралийский писатель-фантаст.

## Биография
Родился в Австралии, в маленьком городке Маунт-Гамбир, в семье убеждённого коммуниста. Окончил университет города Аделаида. По специальности филолог, защитил работу по «Клариссе» Сэмюэля Ричардсона. Свой первый роман написал ещё в возрасте 7 лет — он назывался «Побег с Луны» и повествовал о юных первооткрывателях, похищенных злыми инопланетянами. Несколько лет Арден работал диск-жокеем на радио, писал музыку в стиле «панк». В 1990 году переехал в Англию. Несколько лет преподавал в Университете Северной Ирландии. Жил в Брайтоне. Как писатель он стал известен после начала фэнтезийной серии «Орокон», заслужившей похвалу критики и успех определённого круга читателей. Написанный на стыке эпической и темной фэнтези, этот цикл — яркий и необычный пример интеллектуальной фантастической литературы. Критики сравнивали его с работами Мервина Пика, Джорджетты Хейер и Джейн Остин. Воображаемый мир, схожий с нашим XVIII веком, называли «гротескным» и «похожим на растянувшийся барочный гобелен».
Последующие работы Ардена были разнообразны. Сначала была опубликована готическая мистерия «Shadow Black», действие которой происходит в английской глубинке 50-х годов прошлого века. Она была написана ещё до сериала об Ороконе.
В 2002 году вышла повесть для межавторского сериала «Доктор Кто». И наконец последний на данный момент роман писателя — «The Translation of Bastian Test» — создан на стыке фэнтези и научной фантастики. Книга повествует о секретном эксперименте середины 20-х годов, в который оказался втянут мальчишка-сирота. Этот роман Арден готовил целых 12 лет.
Также он написал несколько рассказов, опубликовал в журналах (Times Literary Supplement, Interzone, Prism) и Интернете (на сайтах At The World's End и The Alien Online) свои статьи и рецензии, пробовал себя в драматургии.
Свободное время Том посвящал театру, музыке, комиксам. Любил посещать разрушенные замки и прогуливаться по кладбищам.